# Чехословакия на летних Олимпийских играх 1964
Чехословакия принимала участие в летних Олимпийских играх 1964 года в Токио, Япония.

## Медалисты
Золото
- Вера Чаславска — гимнастика, индивидуальный зачёт, женщины
- Вера Чаславска — гимнастика, бревно, женщины
- Вера Чаславска — гимнастика, опорный прыжок, женщины
- Иржи Далер — велоспорт, индивидуальная гонка преследования, мужчины
- Ганс Здражила — тяжёлая атлетика, мужчины, 75 кг

 Серебро
- Йосеф Одложил — лёгкая атлетика, бег на 1500 м, мужчины
- Лудвик Данек — лёгкая атлетика, метание диска, мужчины
- ... — футбол, мужчины
- ... — гимнастика, командный зачёт, женщины
- Антонин Прохазка, Иржи Свобода, Лубош Зайчек, Йосеф Мусил, Йосеф Смолка, Владимир Петлак, Пётр Коп, Франтишек Сокол, Богунил Голиан, Зденек Гумгал, Зденек Грёссл, Павел Шенк и Драгомир Коуделка — волейбол, мужчины
- Иржи Комарник — борьба греко-римская, средний вес, мужчины

 Бронза
- Любомир Нацовский — стрельба из скорострельного пистолета, 25 м, мужчины
- ... — академическая гребля, восьмёрка
- Владимир Андрс и Павел Гофман — академическая гребля, двойка

## Результаты соревнований

### Академическая гребля
В следующий раунд из каждого заезда проходили несколько лучших экипажей (в зависимости от дисциплины). В финал A выходили 6 сильнейших экипажей, ещё 6 экипажей, выбывших в отборочном заезде, распределяли места в малом финале B.
Мужчины
| Соревнование | Спортсмены   | Предварительный заезд | Предварительный заезд | Предварительный заезд | Отборочный заезд | Отборочный заезд | Отборочный заезд | Финал   | Финал   | Итоговое место |
| Соревнование | Спортсмены   | Заезд                 | Время                 | Место                 | Заезд            | Время            | Место            | Время   | Место   | Итоговое место |
| ------------ | ------------ | --------------------- | --------------------- | --------------------- | ---------------- | ---------------- | ---------------- | ------- | ------- | -------------- |
| одиночки     | Вацлав Козак | 1                     | 7:45,75               | 2                     | 2                | 7:42,56          | 2 QB             | Финал B | Финал B | 12             |
| одиночки     | Вацлав Козак | 1                     | 7:45,75               | 2                     | 2                | 7:42,56          | 2 QB             | DNS     |         | 12             |